# 終わらないミラクルの予感アルバム
『終わらないミラクルの予感アルバム』（お-よかん-）は、サンボマスターが2013年10月9日にリリースしたメジャー7枚目アルバム。DVD付初回限定盤と通常盤の2形態で発売。

## 収録曲
全曲　作詞・作曲：山口隆
1. ミラクルをキミとおこしたいんです(3:24)
18枚目両A面シングル
日本コカ・コーラ「い・ろ・は・す」CFソング
2. スローモーションラブ (4:34)
3. むき出しの命めざめろ (3:23)
4. 孤独とランデブー (5:20)
18枚目両A面シングル
映画『ゴッドタン キス我慢選手権 THE MOVIE』主題歌
5. 翼が欲しい (6:09)
6. フリーダム　ライダーズ (6:12)
7. この世がヤミだと言わないでおくれ feat. MINMI (4:58)
8. 愛したいし怖れないし急がない (5:14)
9. ドブ野郎にはご用心 (3:14)
10. You are not 透明人間 (3:14)
11. 愛の国どこにある (5:21)
12. 未練は残さず踊るつもりだ (3:06)
13. I'm in love 光る海 (3:50)

DVD
1. これで自由になったのだ （6月22日･梅田クラブクアトロ「爆音ナイト」にて）
2. 静かに光りつづけるもの （6月22日･梅田クラブクアトロ「爆音ナイト」にて）
3. 孤独とランデブー　　　　　（6月22日･梅田クラブクアトロ「爆音ナイト」にて）
4. ミラクルをキミとおこしたいんです （6月29日･名古屋クラブクアトロ「やるっきゃナイト」にて）
5. 恋する季節（ダイジェスト）  　　　　　  （6月29日･名古屋クラブクアトロ「やるっきゃナイト」にて）
6. ロックンロール イズ ノットデッド 　　（6月29日･名古屋クラブクアトロ「やるっきゃナイト」にて）
7. 君を守って 君を愛して 　　　　　　　　（6月29日･名古屋クラブクアトロ「やるっきゃナイト」にて）
8. あなたのことしか考えられない 　（7月4日･渋谷クラブクアトロ「ムーディーナイト」にて）
9. 世界はそれを愛と呼ぶんだぜ 　　（7月4日･渋谷クラブクアトロ「ムーディーナイト」にて）
10. できっこないを やらなくちゃ 　　 （7月4日･渋谷クラブクアトロ「ムーディーナイト」にて）